# Connacht Rugby
Maillots
Actualités
Dernière mise à jour : 22 septembre 2024.
Connacht Rugby (irlandais : Rugbaí Connachta) est l'une des quatre provinces irlandaise de rugby à XV. Le Connacht participe au United Rugby Championship et à la Champions Cup ou le Challenge Cup selon les saisons. L'équipe représente la province géographique du Connacht qui est l'une des quatre provinces de l'île d'Irlande.
Le Connacht joue ses matchs à domicile au Galway Sportsground qui peut accueillir 8 100 spectateurs et environ 9 000 lors des matchs importants. Leur maillot, leur short et leurs chaussettes sont verts. L'écusson est une version modifiée du drapeau provincial du Connacht et se compose d'un aigle et d'un bras brandissant une épée.
Avec un peu plus de 8% de la population irlandaise totale, la province de Connacht dispose d'une base de joueurs de rugby à XV beaucoup plus réduite que les trois autres provinces. Cette base de joueurs est également affectée par la popularité des sports de l'Association athlétique gaélique tels que le hurling et le football gaélique. Cependant, le rugby à XV dans le Connacht s'est développé, avec une augmentation des ventes de billets, en particulier depuis sa première saison de participation à la Coupe d'Europe en 2011. Grâce aux efforts du Connacht et au soutien de l'IRFU, la province a connu une croissance, augmentant la participation des mineurs et des écoles par le biais d'initiatives telles que la campagne intitulée Grassroots to Greenshirts. Le Connacht a connu son succès le plus important en 2016, lorsqu'il bat une autre province irlandaise : le Leinster, lors de la grande finale du Pro12 en 2016, remportant ainsi la compétition pour la première fois.

## Histoire

### Création et époque amateure (1885-1995)

Provinces irlandaises de rugby à XV.

La fédération de rugby du Connacht ainsi que l'équipe provinciale sont fondées le 8 décembre 1885. L'équipe est créée pour concurrencer les celles du Leinster, du Munster et de l'Ulster, fondées en 1879, mais formées en 1875. Six équipes étaient représentées lors de la réunion de Dublin qui a donné naissance au Connacht rugby : Ballinasloe, Castlebar, Galway Town, Galway Grammar School, Queen College Galway et Ranelagh School Athlone. Galway Grammar et Ranelagh ont tous deux disparus depuis, tandis que Galwegians a été créé à partir de Galway Town en 1922. Ballinasloe a fusionné avec Athlone pour former les Buccaneers en 1994, mais a depuis été rétabli en tant que club indépendant. Castlebar et Queen's College (aujourd'hui NUI Galway) sont les deux seuls clubs fondateurs à être restés actifs sans interruption depuis la création de la fédération. La province est actuellement composée de 25 clubs seniors, dont quatre évoluent dans l'une des trois divisions du championnat national, la All Ireland League (Buccaneers RFC, Galwegians, Sligo RFC (en), Corinthians).
Henry Anderson, né au Cap, est le premier joueur du Connacht à être sélectionné en équipe d'Irlande, faisant ses débuts contre l'Angleterre le 14 février 1903,. Anderson a ensuite été l'un des fondateurs des Galwegians et est devenu le premier représentant de la fédération du Connacht à servir en tant que président de la fédération irlandaise de rugby à XV,. Aengus McMorrow, né à Sligo, a suivi ses traces pour devenir le premier joueur originaire du Connacht à représenter l'Irlande, en 1951,. Ray McLoughlin, originaire de Ballinasloe, a été le premier joueur du Connacht à être capitaine de l'Irlande, lorsqu'il a dirigé l'équipe lors du Tournoi des Cinq Nations en 1965. McLoughlin est également devenu le premier représentant du Connacht à jouer avec les Lions britanniques et irlandais lorsqu'il a participé à la tournée de 1966 en Australie et en Nouvelle-Zélande, bien qu'il jouait alors en club pour Gosforth en Angleterre. Ciaran Fitzgerald est devenu le premier joueur du Connacht à être capitaine des Lions lorsqu'il a été choisi par Jim Telfer pour diriger la tournée de 1983 en Nouvelle-Zélande.
Pendant l'ère amateur, les joueurs irlandais jouaient principalement pour leurs clubs respectifs, les matchs provinciaux étant considérés comme des matchs amicaux. Les équipes provinciales étaient également utilisées pour fournir une opposition compétitive aux équipes internationales en tournée. À partir de la saison 1946-1947, les provinces commencent à s'affronter dans le cadre du Championnat inter-provinces irlandaises. Il s'agissait d'un tournoi toutes rondes qui, à l'époque des amateurs, consistait en un match contre chaque adversaire. Dans les années 1980, pour compenser la plus petite base de joueurs du Connacht, la fédération irlandaise a décrété que tous les joueurs internationaux irlandais nés en Angleterre devaient représenter le Connacht dans le championnat. Cependant, vers la fin de l'ère amateur dans les années 1990, ce décret a été annulé et le championnat a également été disputé par l'équipe des Irish Exiles, composée de joueurs irlandais évoluant en Grande-Bretagne et en France. Le Connacht a remporté le tournoi à trois reprises, en 1956, 1957 et 1965, bien que le titre ait été partagé à chaque fois.

### Débuts du professionnalisme (1995-2003)
Le 26 août 1995, l'International Rugby Board (aujourd'hui World Rugby) déclare que le rugby à XV est un sport « ouvert », supprimant toutes les restrictions sur les paiements ou les avantages accordés à ceux qui ont un lien avec le sport. La menace qui pesait sur le rugby à XV amateur était surtout présente dans l'hémisphère sud, en particulier en Australie, où la Super League menaçait d'attirer les joueurs vers le rugby à XIII avec des salaires plus élevés. En Irlande, les quatre équipes provinciales ont été les seules à devenir professionnelles, tandis que les clubs qui les composaient sont restés amateurs.
La saison 1995-1996 voit la première Coupe d'Europe (à ce moment appelée Heineken Cup) se créer, un nouveau tournoi créé pour les clubs européens. Les Irlandais se voient attribuer trois places dans la compétition, qui reviennent au Leinster, au Munster et à l'Ulster. La saison suivante voit le lancement d'une compétition européenne secondaire, le Challenge européen. Cette saison-là, le Connacht est entraîné par l'ancien All Black Warren Gatland, qui avait déjà entraîné les Galwegians. Lors de la première édition du Challenge européen, le Connacht termine quatrième des six équipes de son groupe, qui comprenait également le RC Toulon et les Northampton Saints.
Le Challenge européen s'est avérée beaucoup plus satisfaisant pour le Connacht. L'équipe, toujours entraînée par Gatland, termine en tête de son groupe, le nombre d'équipes dans chaque groupe ayant été réduit à quatre. Le Connacht a remporté cinq de ses six matches, notamment en battant Northampton à la fois à domicile et à l'extérieur. Les victoires à Northampton et contre l'Union Bordeaux Bègles au Stade André Moga ont fait de Connacht la première équipe irlandaise professionnelle à battre respectivement une équipe anglaise en Angleterre et une équipe française en France. En quart de finale, la province irlandaise affronte le SU Agen au Stade Armandie, mais se s'incline sur le score de 40 à 27. Gatland quitte ensuite son poste d'entraîneur du Connacht à la fin de la saison pour prendre celui de sélectionneur de l'Irlande.
Un autre Néo-Zélandais, Glenn Ross, succède à Gatland. Au cours de ses deux saisons, le Connacht n'a pas réussi à passer les phases de poule du Challenge européen et Ross démissionne à la fin de la saison 1999-2000. Il est remplacé par l'entraîneur sud-africain Steph Nel. Au cours des deux premières saisons de Nel, le Connacht est également éliminé du Challenge européen lors des phases de groupes. 2001 a vu la formation d'une nouvelle compétition appelée Celtic League, créée pour servir de championnat pour les clubs irlandais, écossais et gallois. Le Connacht atteint les quarts de finale lors de la saison inaugurale, où il est battu par les Glasgow Warriors d'Écosse, sur le score final de 29 à 34. Lors de la saison 2002-2003, l'équipe atteint de nouveau les quarts de finale. Cette fois, ils sont encore battus par une marge beaucoup plus importante, s'inclinant face aux rivaux irlandais du Munster sur un score de 33-3. Entre-temps, dans le Challenge européen 2002-2003, ils atteignent les quarts de finale, mais sont éliminés par 8 points d'écart sur les deux manches, contre l'équipe galloise de Pontypridd.
En dehors du terrain, l'avenir de la province est cependant menacé. L'IRFU propose de fermer le Connacht Rugby en tant qu'équipe professionnelle en 2003 afin de réduire les coûts, compte tenu du déficit annuel de l'IRFU de 4 millions d'euros. Les supporters de la province signent alors une pétition qu'ils apportent aux bureaux de la fédération afin de protester contre cette décision. Le président de la fédération fait alors marche arrière et la province est maintenue,.

### Ère Michael Bradley (2003-2010)
Michael Bradley prend les rênes du Connacht en avril 2003, en remplacement de Steph Nel. Le public moyen du Connacht Rugby était de 600 supporters et l'IRFU alloue un budget inférieur à 50 % de celui des trois autres provinces irlandaises. Lors de la première saison de Bradley en Celtic League, le Connacht termine neuvième sur douze équipes, devant seulement les équipes écossaises. Cependant, 2003-2004 a été la saison la plus réussie en compétition européenne dans l'histoire de la province à ce jour. Cette année-là, le Connacht atteint les demi-finales du Challenge européen et s'approche de la finale, mais un essai du centre des Harlequins, Will Greenwood, à 12 minutes de la fin du match retour de leur demi-finale, les prive d'une place en finale. Le Connacht atteint également la demi-finale de la Celtic Cup. Malgré cela, le Connacht continue de chuter en Celtic League la saison suivante. L'équipe termine la saison 2004-2005 à l'avant dernière, dans ce qui est désormais une compétition à 11 équipes. L'équipe réalise néanmoins un bon parcours européen en Challenge européen, atteignant les demi-finales pour la deuxième fois consécutive. Une fois de plus, ils sont éliminés en deux manches par les futurs vainqueurs de la compétition, cette fois les Sale Sharks.
Le Connacht continue à lutter en Celtic League, terminant à la dixième place sur onze lors des saisons 2005-2006 et 2006-2007. Au cours de ces deux saisons, le Connacht n'a pas réussi à compenser ses performances nationales en coupe d'Europe. Bien qu'ils atteignent les quarts de finale du Challenge européen 2005-2006, ils subissent une défaite 23-3 contre les Newcastle Falcons, avant de ne pas franchir les phases de poule en 2006-2007. Ces saisons ont toutefois marqué le début d'une nouvelle dimension dans le recrutement des joueurs du Connacht, la province faisant revenir des joueurs irlandais de l'étranger pour qu'ils concourent pour la sélection irlandaise. Les transferts de Gavin Duffy des Harlequins, Johnny O'Connor des London Wasps et Frank Murphy des Leicester Tigers en sont des exemples.
La saison 2007-2008 de la Celtic League voit la compétition réduite à dix équipes, à la suite du départ des Border Reivers. La saison se termine avec le Connacht à la dernière place du classement, n'ayant remporté que 5 de ses 18 matches. L'équipe termine également troisième de sa poule de Challenge européen, mais est éliminée prématurément. Lors de la saison 2008-2009, le Connacht réussit à terminer deuxième de sa poule et à se qualifier pour les quarts de finale, mais est battu 42-13 par les Northampton Saints. Sans augmentation significative du budget, l'équipe dirigeante a du mal à améliorer la qualité de l'équipe dans son ensemble et ne réussit pas à progresser en Celtic League, terminant à nouveau dernier en 2008-2009, cette fois à 13 points de l'équipe suivante au classement.
Bradley annonce au début de la saison 2009-2010 qu'il a l'intention de quitter son poste à la fin de la saison. Sa dernière saison a suivi un schéma similaire à celui de ses deux premières saisons en tant qu'entraîneur, l'équipe terminant à nouveau dernière de la Ligue, bien que l'écart soit plus faible que l'année précédente. Cependant, comme lors des saisons précédentes de Bradley, le Connacht peut oublier sa mauvaise forme en championnat lorsqu'il s'agit de disputer le Challenge européen. Ils terminent premier leur poule confortablement, en gagnant les six matchs avec deux points de bonus, et se qualifient pour les quarts de finale en tant que têtes de série. Pour la première fois dans l'histoire du club, l'équipe obtient le plus grand nombre de points en phase de poule, toutes compétitions européennes confondues. En quarts de finale, ils affrontent les Français de Bourgoin-Jallieu et l'emportent 23 à 20, grâce à un drop de Miah Nikora en fin de match. Le Connacht se qualifie pour les demi-finales où, le 30 avril 2010, il affronte le RC Toulon du demi d'ouverture anglais Jonny Wilkinson. Toulon s'impose 19-12 à Galway, Wilkinson ayant marqué 14 points. Cette saison a également vu le vétéran Michael Swift battre le record du nombre de matches de Connacht. Avec des foules de plus de 8 000 personnes lors des quarts et des demi-finales de Challenge européen, et des entrées moyennes de 2 600 personnes en Celtic League, les structures et le soutien de Connacht se sont considérablement améliorés par rapport à 2003, lorsque la survie de l'équipe était remise en question. À la fin de la saison 2010, Bradley a reçu le Chairman's Award de la Celtic League en reconnaissance de ses sept années de service pour la province.

### Ère Eric Elwood (2010-2013)
Bradley est remplacé à la tête du Connacht par l'ancien demi d'ouverture de la province et de l'Irlande, Eric Elwood. Ce dernier était l'assistant de Bradley depuis 2005 et a également entraîné l'équipe d'Irlande des moins de 20 ans qui a réalisé le Grand Chelem lors du Tournoi des Six Nations des moins de 20 ans 2007. Lors de sa première saison à la tête de l'équipe en 2010-2011, deux équipes italiennes sont introduites dans la Celtic League, Aironi et Benetton Trevise, ce qui ramène le nombre d'équipes à douze. Le Connacht termine au-dessus des deux équipes italiennes ainsi que des Glasgow Warriors, à la neuvième place. En Challenge européen, les Irlandais sont éliminés en phase de poule, terminant deuxième de leur groupe derrière les Harlequins, futurs vainqueurs du tournoi. Au cours de la saison, la perte d'un certain nombre de joueurs clés, tels que Seán Cronin et Ian Keatley, est annoncée, et les joueurs signent avec les rivaux provinciaux du Connacht pour le début de la saison suivante.

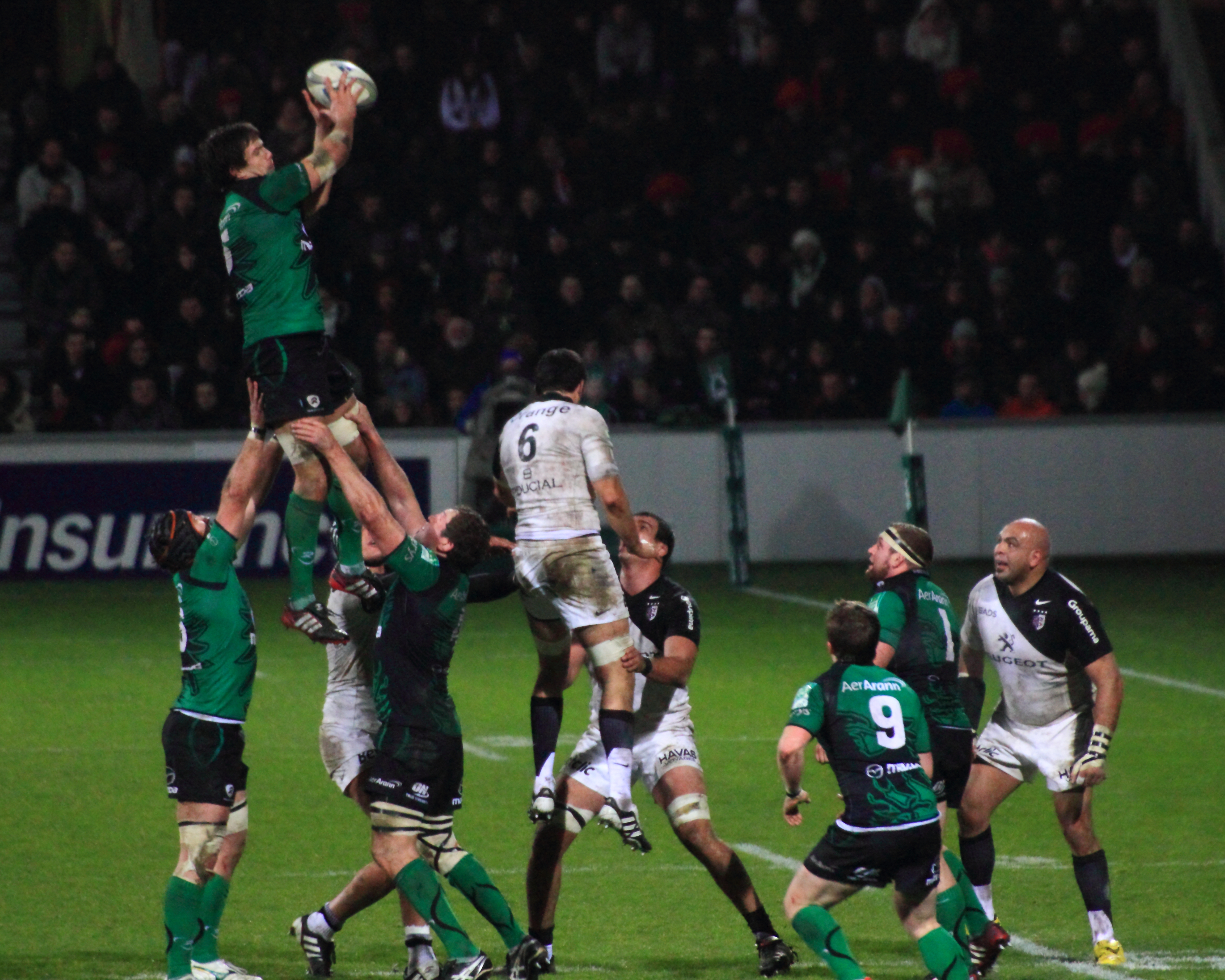
Le Connacht face au Stade toulousain en Heineken Cup en 2012

En 2011-2012, le Connacht a fait sa première apparition en Heineken Cup en raison de la victoire du Leinster en finale de la Heineken Cup 2010-2011. Selon les règles de la compétition, introduites lors de la saison 2010-2011, les vainqueurs de la Heineken Cup et du Challenge européen reçoivent une place automatique pour la Heineken Cup de l'année suivante. Cette place est ensuite cédée à une autre équipe du pays si le vainqueur du tournoi est déjà qualifié en raison de ses performances nationales. Le Leinster s'étant qualifié grâce à ses performances dans la Celtic League en 2010-2011, le Connacht obtient la place supplémentaire.
Avant leur première saison dans la compétition européenne, Gavin Duffy remplace John Muldoon en tant que capitaine de l'équipe. Le Connacht perd ses cinq premiers matchs durant les phases de poule, obtenant des bonus lors de ses deux matchs contre Gloucester. Cependant, lors du dernier match de poule, ils réussissent à créer la surprise en battant les Harlequins 9 à 8 au Sportsground, empêchant ainsi le club de Premiership de terminer en tête du groupe et le faisait descendre en Challenge européen. Sur le plan national, la Celtic League est rebaptisée Pro12 en raison de l'introduction d'équipes italiennes dans la compétition la saison précédente. Lors de la première saison du Pro12, le Connacht s'appuie sur les performances de l'année précédente et termine la saison à la huitième place sur douze équipes.
L'entrée dans la Heineken Cup a conduit à une augmentation significative de la popularité du club. À l'été 2011, le club de supporters Connacht Clan est créé. En septembre 2011, les ventes de billets de saison du Connacht dépassent la barre des 3 000 pour la première fois dans l'histoire du club,, et l'affluence moyenne pour la saison 2011-2012 connaît une augmentation de 105 % par rapport à la saison précédente. La saison suivante voit le Connacht terminer dans la même position que l'année précédente, l'équipe terminant à la huitième place du Pro12. Sur la scène européenne, le Connacht joue de nouveau la Heineken Cup en 2012-2013, en raison de la deuxième victoire consécutive du Leinster en Heineken Cup. Le Connacht remporte trois de ses matchs de poule : deux contre l'équipe italienne Zebre, ainsi qu'une victoire à domicile contre Biarritz, finaliste en il y a trois ans. Elwood quitte l'équipe à la fin de la saison, ayant annoncé son intention de partir dès le mois d'octobre 2012.

### Période sous Pat Lam (2013-2017)
Le remplacement d'Elwood est annoncé en janvier 2013, avec l'ancien international samoan, Pat Lam, nommé entraîneur de l'équipe. Le premier match compétitif de Lam est un match de Pro12 durant la saison 2013-2014, une victoire 25-16 à domicile contre les Zebre. Cependant, après ce match le Connacht subit un certain nombre de défaites en championnat à la suite. Le 21 décembre 2013, ils battent les Newport Gwent Dragons 14-11 à domicile brisant ainsi leur série de défaites en championnat qui remontait au mois de septembre. L'équipe enchaîne ensuite quatre victoires entre le 15 février et le 23 mars, remportant trois points de bonus, la plus longue série de victoires de l'équipe depuis 11 ans. Après cette série, le Connacht ne réussit pas à gagner un autre match en championnat, terminant à la dixième place et à égalité de points avec les Dragons, qui occupent la neuvième place. Grâce à la victoire du Leinster dans le Challenge européen 2012-2013, le Connacht peut de nouveau participer à la Heineken Cup. Ils sont dans la poule 3 avec Saracens, le Stade toulousain et les Zebre. Lors du troisième match de poule, le Connacht a produit l'un des plus grands exploits de l'histoire de la Heineken Cup en battant Toulouse au Stade Ernest-Wallon,,. Malgré deux victoires contre les Zebre, cela n'est pas suffisant pour se qualifier en phases finales, l'équipe terminant à nouveau à la troisième place.
La saison suivante, en 2014-2015 est marquée par une restructuration des matchs au niveau européen, entraînant le retour du Connacht dans la compétition de deuxième niveau. Le Connacht termine deuxième de sa poule en Challenge européen et se qualifie pour les quarts de finale, où il est battu par Gloucester. En Pro12, le Connacht réalise sa meilleure saison depuis que la compétition est passée au format tournoi toutes-rondes, remportant un record de dix matchs, y compris les derbys à domicile contre les rivaux provinciaux Leinster et Munster, sur le chemin de la septième place. Cette septième place permet au Connacht de participer à un match de barrage contre l'Union Bordeaux Bègles et Gloucester pour une place en Champions Cup la saison suivante. Les Irlandais jouent Gloucester à l'extérieur pour avoir la chance d'affronter Bordeaux, et menait 18-25 dans les dernières minutes du match lorsqu'une pénalité donne à Gloucester une occasion de marquer un essai et envoie le match en prolongation, à l'issue de laquelle Gloucester sort vainqueur 40-32.
1 Loughney, 2 McCartney, 3 Bealham

4 Dillane, 5 Muldowney

 6 McKeon, 8 Muldoon , 7 Heenan

 9 Marmion, 10 MacGinty

 11 Healy, 12 Aki, 13 Henshaw, 14 Adeolokun
15 O'Halloran
Après avoir perdu le barrage de la saison précédente, le Connacht joue le Challenge européen 2015-2016 où il termine premier de sa poule, avant d'être éliminé par Grenoble en quarts de finale. Dans le Pro12, le Connacht bat toutefois un certain nombre de records en route vers une deuxième place dans la saison régulière. L'équipe se qualifie ainsi pour la première fois pour les barrages de fin d'année, où elle affronte les Glasgow Warriors en demi-finale à Galway, s'imposant 16-11. Le 28 mai 2016, le Connacht joue la première finale du Pro12 de son histoire face au Leinster. Durant ce match, il s'impose 20 à 10 à Murrayfield grâce à des essais O'Halloran, Adeolokun et Healy, et remporte ainsi le premier trophée majeur de son histoire. Cette victoire inattendue a été comparée au triomphe de Leicester City en Premier League au cours de la même saison,.
La victoire du Connacht en Pro12 lui permet de se qualifier pour la Coupe d'Europe 2016-2017. Il termine à la troisième place de sa poule, à égalité de points avec Toulouse, deuxième, et manque de peu de se qualifier pour la première fois pour la phase à élimination directe de la compétition. Une grave crise de blessures, entraînant l'indisponibilité de 21 joueurs en même temps, contribue à faire glisser l'équipe vers le bas du classement et termine ainsi à la huitième place du Pro12 2016-2017. Cela permet tout de même à l'équipe de participer à un barrage pour se qualifier pour la Coupe d'Europe 2017-2018. Une défaite de six points contre les Northampton Saints envoie le Connacht en Challenge européen. Il s'agissait du dernier match de Lam en tant qu'entraîneur, puisqu'il avait été annoncé, en décembre 2016, qu'il partirait à la fin de la saison pour prendre en charge le club anglais de Bristol.

### L'après Pat Lam (depuis 2017)
L'entraîneur adjoint des Chiefs en Super Rugby, Kieran Keane (en), est nommé remplaçant de Pat Lam en février 2017, pour prendre le relais avant le début de la saison 2017-2018. Cependant, les engagements de Keane avec les Chiefs dans le Super Rugby l'empêchent de se lier pleinement avec Connacht jusqu'à la fin du mois de juillet. La ligue subie une nouvelle restructuration, avec l'ajout de deux équipes sud-africaines et la division de la compétition en deux conférences. Après une première saison décevante, au cours de laquelle Connacht termine avant-dernier de sa conférence, Keane est licencié un an après avoir signé un contrat de trois ans. La fin de la saison 2017-2018 voit également le départ à la retraite du joueur et capitaine de longue date John Muldoon, qui compte 327 apparitions dans sa carrière, un record avec la province.
Keane est remplacé pour la saison suivante par l'entraîneur australien Andy Friend (en), qui a déjà été entraîneur principal de l'équipe d'Australie de rugby à sept. Sa nomination est annoncée en mai 2018. Jarrad Butler (en), joueur de l'année de la saison précédente selon les joueurs, remplace Muldoon et devient le nouveau capitaine,. En Europe, le Connacht se qualifie de nouveau pour la phase à élimination directe du Challenge européen et est encore battu en quart de finale, cette fois par les Sale Sharks. Cependant, la première saison de Friend en charge entraîne une grande amélioration des performances en championnat, le Connacht se hissant à la troisième place de sa conférence dans le Pro14 2018-2019, ramenant l'équipe au plus haut niveau de la compétition européenne pour la saison suivante. Cette troisième place qualifie aussi l'équipe pour les phases finales du championnat pour la première fois depuis 2016. Le Connacht est battu par les Nord-irlandais de l'Ulster en quart de finale.
Durant la Coupe d'Europe 2021-2022, le Connacht se qualifie pour la première fois pour les phases à élimination directe après l'annulation d'un match du dernier tour de la phase de groupes entre Toulouse et Cardiff, en raison de tests positifs au Covid-19 dans l'équipe de Toulouse. Ils sont cependant éliminés dès les huitièmes de finale par le Leinster. Après la saison 2021-2022, Friend est promu directeur du rugby, l'entraîneur principal Peter Wilkins assumant le rôle d'entraîneur en chef.
Le Connacht réalise ensuite une très bonne saison 2022-2023. Portée par un excellent Caolin Blade qui inscrit onze essais en dix-sept rencontres, la province termine à la septième place du classement général et se qualifie donc pour les phases finales. En quart de finale, le Connacht élimine l'Ulster, puis est battu en demi-finale par les Stormers. C'est la deuxième fois de son histoire que le Connacht atteint ce stade de la compétition après 2016. À l'issue de cette saison, le pilier droit Finlay Bealham et le deuxième ligne Niall Murray sont retenus dans l'équipe type du United Rugby Championship.

## Statut au sein du rugby irlandais

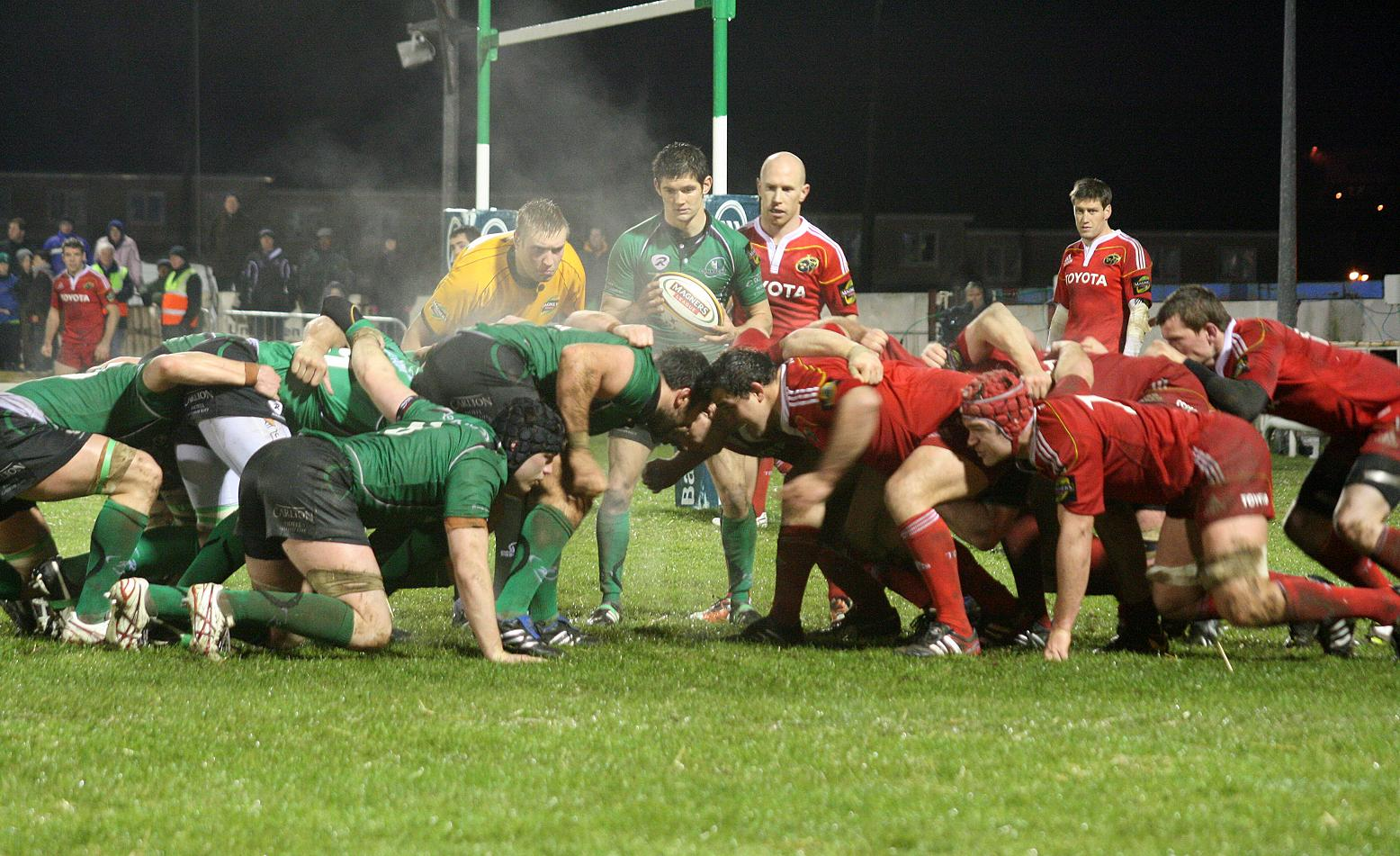
Rencontre entre le Connacht et le Munster, 2010.

Le Connacht a toujours été considéré comme la province la plus faible du pays par rapport aux autres. Dans les années 1960, par exemple, l'équipe d'Irlande était choisie par un comité de cinq personnes, généralement composé de deux représentants du Leinster et de l'Ulster, et d'un représentant du Munster. Le Connacht était représenté au sein de ce conseil par un sous-sélectionneur, qui ne pouvait pas voter sur l'équipe finale. La plupart des joueurs internationaux du Connacht à cette époque étaient soit des joueurs qualifiés pour l'Irlande et importés d'Angleterre, soit des joueurs qui avaient rejoint l'équipe après avoir échoué dans leur province d'origine. Tom Clancy, un joueur international originaire du Connacht, a déclaré que les joueurs comme lui devaient être « deux fois meilleurs que la concurrence pour avoir une chance ».
Au début de l'ère professionnelle, la fédération irlandaise (IRFU) a désigné le Connacht comme une équipe de développement, ce qui signifie que l'équipe ne recevait que la moitié du budget des autres provinces irlandaises. En 2003, l'IRFU a discuté de l'avenir du Connacht Rugby et de la possibilité de fermer l'équipe dans le cadre d'un programme de réduction des coûts. En réponse, des milliers de supporters ont manifesté pour montrer leur soutien à l'équipe provinciale et cette idée a ensuite été rejetée. En mai 2014, l'IRFU a annoncé qu'elle fournirait au Connacht une augmentation du financement de plus d'un million d'euros, afin de faire progresser la province.
Bien que le Connacht ne soit plus aussi loin en termes de financement, il a toujours une population de joueurs plus petite que les autres provinces. L'académie du Connacht Rugby, sous la direction de Nigel Carolan, a toujours produit des diplômés pour représenter l'équipe senior de la province, beaucoup de ces joueurs ayant également représenté l'Irlande dans les catégories de jeunes. Robbie Henshaw, Tiernan O'Halloran ou encore Jack Carty sont des exemples de joueurs du Connacht originaires de la province qui ont progressé vers l'équipe senior par le biais de cette académie,.
Malgré l'augmentation de la production de talents locaux, le Connacht continue de s'appuyer sur sa politique traditionnelle qui consiste à faire venir des joueurs de l'extérieur qui n'ont pas réussi à progresser dans leur équipe provinciale senior pour l'aider à compléter ses effectifs. Parmi les exemples de l'ère amateure, on peut citer Robbie McGrath et Victor Costello, qui ont tous deux représenté l'Irlande. Cette tendance s'est poursuivie dans l'ère professionnelle : l'ancien recordman de points marqués, Ian Keatley, et le meilleur marqueur d'essais, Matt Healy, sont tous deux originaires de Dublin, tandis que des joueurs originaires de Munster, comme Seán Cronin et Ultan Dillane, ont obtenu des sélections en équipe d'Irlande en jouant pour l'équipe. Le Connacht a également eu tendance à donner des opportunités aux joueurs nés à l'étranger qui se qualifient pour l'Irlande en raison de leur héritage. Cette relation a été codifiée par l'IRFU dans les années 1980, lorsque les joueurs nés en Angleterre ont été mandatés pour représenter Connacht dans le championnat interprovincial. À l'époque des amateurs, des joueurs comme Simon Geoghegan, John O'Driscoll et Jim Staples ont représenté Connacht, tandis que depuis que le jeu est devenu professionnel, des joueurs comme Michael Swift, Mike McCarthy et Kieran Marmion ont tous dépassé les 100 sélections pour l'équipe.
Par le passé, le Connacht Rugby a perdu des joueurs qu'il avait recruté et aidé à se développer au profit de ses rivaux provinciaux et d'équipes étrangères. Par exemple, le Connacht a perdu quatre joueurs importants de l'équipe première au profit de rivaux provinciaux en 2011. Le demi d'ouverture de l'équipe, Ian Keatley, rejoint le Munster, tandis que le talonneur Seán Cronin, le pilier Jamie Hagan et l'ailier Fionn Carr sont tous transférés au Leinster,. Après l'annonce de la perte d'un autre joueur de l'équipe première au profit du Leinster en 2012, cette fois le deuxième ligne international irlandais Mike McCarthy, le directeur général du Connacht, Tom Sears, a accusé le Leinster d'essayer de « débaucher » les joueurs du Connacht, arguant que ce n'était pas dans l'intérêt du rugby irlandais.
La province est également moins bien représentée dans les compétitions de clubs de haut niveau en Irlande que ses rivales, en raison de sa faible population de joueurs. Sur les 25 clubs seniors opérant actuellement dans le Connacht, seuls Ballina, Buccaneers, Galway Corinthians, Galwegians et Sligo participent au plus haut niveau de rugby amateur du pays, la All-Ireland League.

### Qualification européenne
Dans les premières années des compétitions européennes, le Connacht était automatiquement inscrit en Challenge européen chaque année. L'IRFU s'est vu attribuer trois places dans la prestigieuse Heineken Cup, et ces places étant attribuées aux autres provinces, le Connacht n'avait plus aucun moyen de se qualifier. Cependant, l'avènement de la Celtic League en 2001 a entraîné la suppression de cette garantie. Lors de la saison 2002-2003, le Connacht termine devant le Leinster dans sa poule de Celtic League et se qualifie pour les huitièmes de finale devant la province orientale, après l'avoir battu à l'extérieur lors de l'unique match entre les deux équipes. Bien que le Connacht ait terminé devant ses rivaux au classement, ait progressé plus loin qu'eux dans la compétition et les ait battus lors du face-à-face, l'IRFU a persisté dans sa politique et le Leinster a été engagé dans la Heineken Cup 2003-2004 en tant que première tête de série irlandaise.
La saison 2004-2005 a vu un changement de cette politique, car l'union a commencé à utiliser le tableau de la Celtic League comme seul critère pour déterminer quelles équipes irlandaises seraient inscrites en Heineken Cup de la saison suivante. Cette année-là, Connacht termine à six points de l'Ulster au classement final, manquant une nouvelle fois le coche. Ce n'est qu'en 2016 que Connacht termine à une position plus élevée que n'importe lequel de ses rivaux provinciaux en championnat. Malgré cela, Connacht a réussi à se qualifier pour la Heineken Cup entre la saison 2011-2012 et la saison 2013-2014. Paradoxalement, c'est grâce au Leinster, qui a remporté trois tournois européens consécutifs, que le Connacht a pu se qualifier pour la Heineken Cup. Les succès du Leinster signifiaient qu'il était automatiquement qualifié pour l'année suivante, laissant une place ouverte pour la qualification irlandaise qui a été remplie par le Connacht,.
La Heineken Cup ayant été remplacée par la Champions Cup à 20 équipes lors de la saison 2014-2015, le tableau du Pro12 a eu une plus grande influence sur la qualification. Dans le format précédent, la compétition comptait un minimum de dix équipes, l'Écosse et l'Italie fournissant deux équipes chacune, et l'Irlande et le Pays de Galles trois. Dans le nouveau système, une place était réservée à l'équipe de Pro12 la mieux classée de chacun des quatre pays participants et trois autres équipes étaient qualifiées sur la seule base de leur classement en championnat, pour un total de sept équipes. Les autres équipes étaient inscrites dans la nouvelle compétition de deuxième niveau, le Challenge européen. Cela signifiait que le Connacht n'était plus obligé de terminer devant une autre province irlandaise ou de compter sur une victoire irlandaise dans un tournoi européen pour se qualifier pour l'échelon supérieur du rugby européen. La saison 2015-2016 a marqué une percée majeure pour le Connacht, puisqu'une deuxième place au classement de la Pro12 suivie d'une victoire en finale a permis à l'équipe de se qualifier pour l'échelon supérieur de la compétition européenne par ses propres moyens pour la première fois.
Le Pro14 a subi d'autres changements dans son processus de qualification européenne avant la saison 2017-2018. En mai 2017, les places garanties en Champions Cup pour au moins une équipe de chaque pays de la ligue ont été supprimées, avec l'intention de ne qualifier que les sept meilleures équipes. L'ajout de deux équipes sud-africaines à la ligue a entraîné d'autres modifications, car les équipes ont été divisées en deux conférences de sept équipes. Les trois meilleures équipes non sud-africaines de chaque poule ont obtenu les six premières places qualificatives, tandis que la septième équipe qualifiée a été désignée par un barrage entre la quatrième équipe non sud-africaine de chaque conférence.

## Stade et supporters

### Stade
Le Galway Sportsground est le stade historique du Connacht Rugby depuis la fin des années 1920. Situé sur la College Road et à distance de marche du centre-ville, il est connu pour être un lieu hostile et inhospitalier pour les équipes visiteuses. Il est particulièrement réputé pour ses conditions humides et venteuses en raison de son emplacement près de la côte atlantique et du climat pluvieux de Galway. Outre son utilisation par Connacht, le Sportsground est également utilisé pour les courses de lévriers, la piste se trouvant entre le terrain de jeu et les gradins. Le stade appartient à la Galway Agricultural & Sports Society Ltd. qui le loue à la fois au Connacht Rugby et à l'Irish Greyhound Board. En raison principalement de la question de la propriété, le développement du Sportsground a pris du retard par rapport aux autres provinces irlandaises qui, avec le soutien de la fédération irlandaises, sont allées de l'avant avec des développements majeurs de leurs terrains,,.
À la suite de l'augmentation du soutien à la province dans le cadre de l'amélioration des résultats, en particulier la saison 2015-2016 qui a remporté le titre, la fédération du Connacht a déclaré son intention d'entreprendre soit un réaménagement à grande échelle du Sportsground, soit un déménagement dans un autre stade. L'objectif ultime déclaré pour la province est un stade d'une capacité d'au moins 10 000 spectateurs, qui dispose d'une couverture complète sur toutes les tribunes et la capacité de répondre à une grande variété de fans. Des enquêtes ont été menées auprès des supporters de l'équipe et des propriétaires d'entreprises de la ville de Galway afin de déterminer les installations et les services qui seraient attendus d'un nouveau stade. Un déménagement vers un nouveau site signifierait probablement jouer dans un stade municipal dans la ville de Galway, bien que les dirigeants de la province préfèrent rester au Sportsground si possible.
En octobre 2018, des plans ont été annoncés pour un réaménagement de 30 millions d'euros des terrains de sport, avec une extension de la capacité à 12 000 personnes, des installations d'entraînement de pointe pour les joueurs du Connacht, de nouvelles zones pour les courses de lévriers et des installations communautaires.

### Supporters
Le club de supporters officiel de la province est le « Connacht Clan ». Il s'agit d'une organisation bénévole créée en 2011 et dirigée par un comité élu par les membres. Le comité est entièrement composé de supporters, à l'exception d'un représentant de la fédération du Connacht, qui assure la liaison avec les supporters.
La mascotte de l'équipe, « Eddie the Eagle », est utilisée pour promouvoir l'équipe auprès des jeunes supporters, en faisant des apparitions dans les écoles et en participant à des événements promotionnels destinés aux familles,.

## Identité visuelle

Drapeau de la province du Connacht.

### Couleurs et maillots
Les couleurs traditionnelles de la province et du drapeau du Connacht sont le blanc, le bleu et le noir, sans le vert. Bien qu'il soit potentiellement lié à l'utilisation des couleurs traditionnelles du Connacht, le blanc et le bleu, par les équipes de l'Ulster et du Leinster respectivement, les raisons de la présence du vert sur le maillot du Connacht Rugby sont inconnues. Cependant, le maillot vert est associé à l'équipe senior du Connacht depuis les années 1950. Les seconds maillots du Connacht utilisent souvent les couleurs traditionnelles de la province. Le maillot européen de la saison 2019-2020 était principalement de couleur bleu marine.
Les principaux sponsors du maillot de Connacht sont la société internationale de télécommunications Genesys. Les autres sponsors de l'équipe sont Bank of Ireland, Grant Thornton International et Corrib Oil,.

### Logo
L'aigle et le bras armé qui figurent sur l'écusson du Connacht Rugby sont tirés du drapeau de la province du Connacht. Ces armoiries étaient les symboles de Ruaidrí Ua Conchobair, le roi de Connacht.
Alors que les maillots de la saison 2019-2020 sont dévoilés le 5 juillet 2019, le nouveau logo est présenté par la même occasion : il conserve l'aigle et l'épée tout en intégrant la couleur verte traditionnelle.

Évolution du logo
Ancien logo abandonné le 5 juillet 2019.
Logo depuis le 5 juillet 2019.

## Équipes

### Équipes provinciales
- Dispute le Pro14, la coupe d'Europe et le challenge européen
- L'équipe des Connacht Eagles est l'équipe "A" de la province engagé en British and Irish Cup depuis 2009.

### Clubs amateurs
25 clubs amateurs dépendent de la province du Connacht :
- Ghaeltacht RFC
- Ballaghaderren RFC
- Ballina RFC
- Ballinasloe RFC
- Ballinrobe RFC
- Ballythaunis RFC
- Buccaneers RFC (Athlone)
- Carrick RFC
- Castlebar RFC
- Claremorris RFC
- Galway Corinthians RFC
- Corrib RFC (Galway)
- Creggs RFC (Galway)
- Dunmore RFC
- Erris RFC (Belmullet)
- Galwegians RFC
- Gort RFC
- Loughrea RFC
- Monivea RFC
- Na Bairneachai RFC (Galway)
- Nuig RFC
- Portumna RFC
- Sligo RFC
- Tuam RFC
- Westport RFC

### Connacht Eagles

Les Connacht Eagles (anciennement Connacht A) est l'équipe de deuxième division de la province. Les Eagles ont représenté Connacht au niveau semi-professionnel dans la British and Irish Cup. Cette compétition est supprimée après la saison 2017-2018 et est remplacée par la Coupe celtique, qui met en vedette les équipes " A " des équipes irlandaises et galloises de Pro14. En plus de leurs engagements en coupe, les Eagles participent à une série interprovinciale irlandaise contre les équipes " A " du Leinster, du Munster et de l'Ulster. Pendant l'ère amateur, et au début de l'avènement du professionnalisme, l'équipe principale du Connacht participait au championnat interprovincial. Cependant, depuis la création de la Celtic League, les provinces ont aligné des équipes moins importantes afin de se concentrer sur leurs matches de championnat et de coupes d'Europe. L'équipe est généralement composée de joueurs seniors de l'équipe du Connacht ayant besoin de temps de jeu, de joueurs de l'académie et de joueurs de la All-Ireland League appelés par leurs clubs.

## Palmarès

### Détail du palmarès
Le tableau suivant récapitule les performances du Connacht dans les diverses compétitions nationales et européennes.
| Compétitions nationales                                                                       | Compétitions internationales                                                      |
| --------------------------------------------------------------------------------------------- | --------------------------------------------------------------------------------- |
| Championnat inter-provinces - Vainqueur (3) : 1957, 1958 et 1965 Pro12 - Vainqueur (1) : 2016 | Challenge européen - Meilleure performance : demi-finaliste en 2004, 2005 et 2010 |

### Finales disputées
| Compétition | Date de la finale | Vainqueur | Score | Finaliste | Lieu de la finale      | Spectateurs |
| ----------- | ----------------- | --------- | ----- | --------- | ---------------------- | ----------- |
| Pro12       | 28 mai 2016       | Connacht  | 20-10 | Leinster  | Murrayfield, Édimbourg | 34 550      |

## Personnalités du club

### Effectif 2024-2025
| Nom                      | Naissance         | Nationalité sportive | Sélections (points) | Dernier club          | Arrivée au club |
| Talonneurs               | Talonneurs        | Talonneurs           | Talonneurs          | Talonneurs            | Talonneurs      |
| ------------------------ | ----------------- | -------------------- | ------------------- | --------------------- | --------------- |
| Dave Heffernan           | 31 janvier 1991   | Irlande              | 7 (5)               | Formé au club         | 2012            |
| Adam McBurney            | 5 septembre 1996  | Irlande              | -                   | Édimbourg Rugby       | 2024            |
| Dylan Tierney-Martin     | 20 juin 1999      | Irlande              | -                   | Formé au club         | 2021            |
| Piliers                  |                   |                      |                     |                       |                 |
| Jack Aungier             | 20 novembre 1998  | Irlande              | 1 (0)               | Leinster              | 2020            |
| Finlay Bealham           | 9 octobre 1991    | Irlande              | 51 (15)             | Formé au club         | 2014            |
| Denis Buckley            | 9 août 1990       | Irlande              | -                   | Formé au club         | 2011            |
| Peter Dooley             | 4 août 1994       | Irlande              | -                   | Leinster              | 2022            |
| Jordan Duggan            | 7 janvier 1998    | Irlande              | -                   | Formé au club         | 2020            |
| Sam Illo                 | 16 février 2001   | Irlande              | -                   | Formé au club         | 2022            |
| Temi Lasisi              | 9 mai 2001        | Irlande              | -                   | Leinster              | 2024            |
| Deuxièmes lignes         |                   |                      |                     |                       |                 |
| Oisin Dowling            | 24 juin 1997      | Irlande              | -                   | Leinster              | 2020            |
| Joe Joyce                | 7 février 1994    | Irlande              | -                   | Bristol Bears         | 2023            |
| Darragh Murray           | 4 juillet 2001    | Irlande              | 2 (0)               | Formé au club         | 2022            |
| Niall Murray             | 13 octobre 1999   | Irlande              | -                   | Formé au club         | 2019            |
| David O'Connor           | 19 mai 1995       | Irlande              | -                   | Ealing Trailfinders   | 2024            |
| Troisièmes lignes aile   |                   |                      |                     |                       |                 |
| Shamus Hurley-Langton    | 22 avril 2000     | Nouvelle-Zélande     | -                   | Manawatu              | 2022            |
| Óisín McCormack          | 21 février 2001   | Irlande              | -                   | Formé au club         | 2022            |
| Josh Murphy              | 17 février 1995   | Irlande              | -                   | Leinster              | 2022            |
| Seán O'Brien             | 31 juillet 2000   | Irlande              | -                   | Leinster              | 2023            |
| Conor Oliver             | 21 septembre 1995 | Irlande              | -                   | Munster               | 2020            |
| Cian Prendergast         | 23 février 2000   | Irlande              | 5 (10)              | Formé au club         | 2020            |
| Troisièmes lignes centre |                   |                      |                     |                       |                 |
| Paul Boyle               | 14 janvier 1997   | Irlande              | 1 (0)               | Formé au club         | 2018            |
| Sean Jansen              | 10 mai 1999       | Nouvelle-Zélande     | -                   | Leinster              | 2023            |
| Demis de mêlée           |                   |                      |                     |                       |                 |
| Caolin Blade             | 29 avril 1994     | Irlande              | 3 (0)               | Formé au club         | 2014            |
| Ben Murphy               | 23 avril 2001     | Irlande              | 2 (5)               | Leinster              | 2024            |
| Colm Reilly              | 9 septembre 1999  | Irlande              | -                   | Formé au club         | 2020            |
| Demis d'ouverture        |                   |                      |                     |                       |                 |
| Jack Carty               | 31 août 1992      | Irlande              | 11 (16)             | Formé au club         | 2012            |
| JJ Hanrahan              | 27 juillet 1992   | Irlande              | -                   | Dragons               | 2023            |
| Josh Ioane               | 11 juillet 1995   | Nouvelle-Zélande     | 1 (8)               | Chiefs                | 2024            |
| Centres                  |                   |                      |                     |                       |                 |
| Bundee Aki               | 7 avril 1990      | Irlande              | 65 (90)             | Chiefs                | 2014            |
| Cathal Forde             | 11 avril 2001     | Irlande              | -                   | Formé au club         | 2022            |
| David Hawkshaw           | 3 juillet 1999    | Irlande              | -                   | Leinster              | 2022            |
| Shane Jennings           | 14 janvier 2001   | Irlande              | -                   | Formé au club         | 2019            |
| Ailiers                  |                   |                      |                     |                       |                 |
| Shayne Bolton            | 22 juillet 2000   | Irlande              | 1 (10)              | Formé au club         | 2021            |
| Mack Hansen              | 27 mars 1998      | Irlande              | 28 (60)             | Brumbies              | 2021            |
| John Porch               | 4 mars 1994       | Australie            | -                   | Australie à sept      | 2019            |
| Andrew Smith             | 21 juillet 2000   | Irlande              | -                   | Leinster              | 2023            |
| Byron Ralston            | 3 mai 2000        | Australie            | -                   | Western Force         | 2022            |
| Arrières                 |                   |                      |                     |                       |                 |
| Santiago Cordero         | 6 décembre 1993   | Argentine            | 54 (85)             | Union Bordeaux Bègles | 2023            |
| Chay Mullins             | 23 janvier 2002   | Irlande              | -                   | Formé au club         | 2022            |
| Piers O'Conor            | 28 août 1995      | Angleterre           | -                   | Bristol Bears         | 2024            |

### Joueurs emblématiques
- Tim Donnelly
- Warwick Waugh
- Eric Peters
- Dan Parks
- Aly Muldowney
- Eric Elwood
- Ciaran Fitzgerald
- John Fogarty
- Bernard Jackman
- Kieran Marmion
- Ray McLoughlin
- Robbie Henshaw
- Bundee Aki
- Matt Healy
- Quinn Roux
- Rodney Ah You
- Ultan Dillane

### Sélections avec les Lions britanniques et irlandais
- Ray McLoughlin : 1966 et 1971
- John O'Driscoll : 1980 et 1983
- Ciaran Fitzgerald : 1983 ()
- Bundee Aki : 2021

### Entraîneurs
| Période   | Entraîneur en chef | Adjoint(s)                                                                                      | Titre(s)   |
| 1993-1996 | Eddie O'Sullivan   |                                                                                                 |            |
| 1996-1998 | Warren Gatland     |                                                                                                 |            |
| 1998-2000 | Glenn Ross         |                                                                                                 |            |
| 2000-2003 | Steph Nel          |                                                                                                 |            |
| 2003-2005 | Michael Bradley    |                                                                                                 |            |
| 2005-2006 | Michael Bradley    | Eric Elwood                                                                                     |            |
| 2006-2010 | Michael Bradley    | Dan McFarland (avants) Eric Elwood                                                              |            |
| 2010-2011 | Eric Elwood        | Dan McFarland (avants)                                                                          |            |
| 2011-2013 | Eric Elwood        | Dan McFarland (avants) Billy Millard (arrières)                                                 |            |
| 2013-2014 | Pat Lam            | Dan McFarland (avants) Billy Millard (arrières)                                                 |            |
| 2014-2015 | Pat Lam            | Dan McFarland (avants) Andre Bell (arrières)                                                    |            |
| 2015-2016 | Pat Lam            | Jimmy Duffy (avants) Andre Bell (arrières)                                                      | Pro12 2016 |
| 2016-2017 | Pat Lam            | Jimmy Duffy (avants) Conor McPhillips (arrières)                                                |            |
| 2017-2018 | Kieran Keane       | Jimmy Duffy (avants) Nigel Carolan (arrières) Peter Wilkins (défense)                           |            |
| 2018-2020 | Andy Friend        | Jimmy Duffy (avants) Nigel Carolan (arrières) Peter Wilkins (défense)                           |            |
| 2021-2022 | Andy Friend        | Dewald Senekal (avants) Peter Wilkins (arrières) Colm Tucker (défense) Mossy Lawler (assistant) |            |
| 2022-2023 | Peter Wilkins      | Dewald Senekal (avants) Colm Tucker (mêlée) Mossy Lawler (arrières)                             |            |
| 2023-     | Peter Wilkins      | Colm Tucker (mêlée) John Muldoon (touche) Scott Fardy (défense) Mark Sexton (attaque)           |            |